# Narok (Polska)
Narok (niem. Wolfsgrund O.S., do 1936 r. Norok) – wieś w Polsce, położona w województwie opolskim, w powiecie opolskim, w gminie Dąbrowa.
Przed II wojną światową miejscowość leżała w granicach powiatu niemodlińskiego. Od 1950 r. miejscowość należy administracyjnie do województwa opolskiego. W latach 1954–1972 wieś należała i była siedzibą władz gromady Narok. 
Częściami miejscowości są przysiółki: Lesiec, Narocka Kolonia i Odrzyca.
10 czerwca 1936 r. w miejsce nazwy Norok wprowadzono nazwę Wolfsgrund/Oberschlesien. 12 listopada 1946 r. nadano miejscowości polską nazwę Narok.

## Historia
Od XIX w. wieś posiadała pieczęć gminną, na której wizerunku przedstawiono stojącego nad rozścielonym zbożem chłopa z cepem w rękach, zwróconego w prawą stronę.

## Zabytki

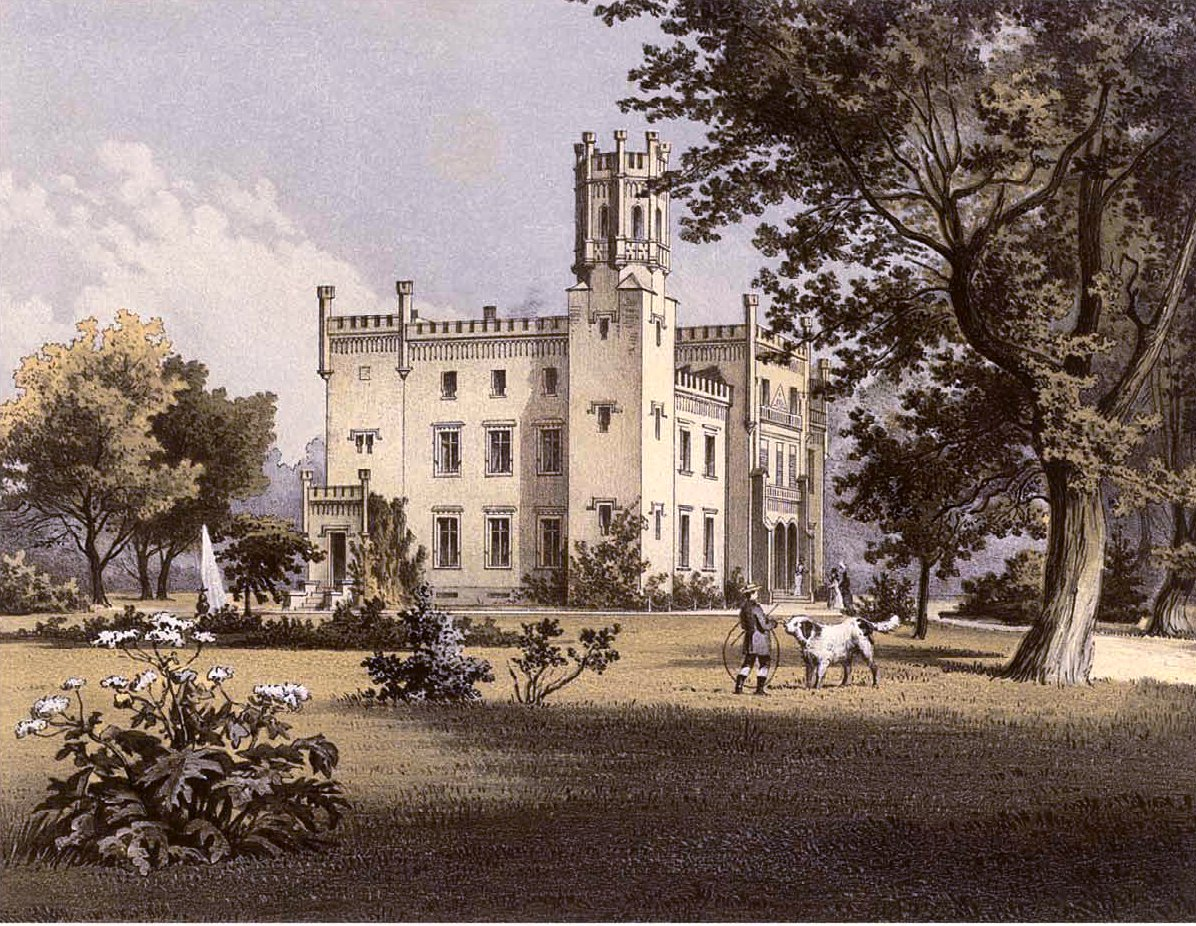
Pałac w Naroku, druga połowa XIX w.

Do wojewódzkiego rejestru zabytków wpisane są:
- Pałac w Naroku, z 1865 r., którego początki sięgają XVIII w. Jego właścicielem była wówczas hrabina Luisa Eleonora von Beess z domu von Skerbrnsky. Następnie kolejnymi gospodarzami byli kolejno: Gottlob Albrecht von Saurma, pan na Sadowicach, generałowa von Schmiedeberg i bracia Guradze, którzy w krótkim czasie doprowadzili do upadku majątku, w połowie XIX w. W 1858 r. kupił go Friedrich von Wichelhaus, który przebudował pałac w stylu neogotyku angielskiego. W 1945 r. pałac zajęli żołnierze Armii Czerwonej i urządzili w nim sztab wojskowy. Po wojnie mieszkali tam pracownicy PGR-u i pałac stopniowo ulegał dewastacji. Ostatni mieszkańcy wyprowadzili się z niego w latach 90. XX w. Pierwszy prywatny właściciel nie zapobiegł jego dalszemu upadkowi, obecny przeprowadził remont.
- cmentarz parafialny
- spichlerz

Inne zabytki:
- kościół parafialny pw. św. Floriana, neoklasycystyczny, wybudowany w latach 1904–1905. Fundatorem był Friedrich von Wichelhaus, architektem Ludwig Schneider, a wykonawcami bracia Hermann i Fritz Kügler.